# Koninkrijk IJsland
Het Koninkrijk IJsland bestond van 1 december 1918 tot 17 juni 1944 op het eiland IJsland.
In 1918 werd IJsland dat eerder een integraal deel van Denemarken was geweest een onafhankelijke staat. Het land bleef echter wel met Denemarken verbonden in personele unie. Tijdens de Tweede Wereldoorlog in 1944 werd IJsland na een referendum een republiek.

## Staatshoofden
- Koning Christiaan X van Denemarken (1918-1944)

## Oorsprong in de Deense heerschappij
IJsland stond sinds 1830 onder de controle van de Deense Kroon, hoewel het formeel Noors bezit was tot in 1814. In 1874, duizend jaar na de eerste erkende schikking, verleende Denemarken IJsland zelfbestuur, dat opnieuw werd uitgebreid in 1904. De grondwet, geschreven in 1874, werd herzien in 1903, en een minister voor IJslandse Zaken, wonende in Reykjavik, werd verantwoordelijk gesteld voor het Alding, het IJslandse parlement.

### Oprichting van het Koninkrijk
Bij de wet van de Unie, een akkoord met Denemarken d.d. 1 december 1918, wordt IJsland erkend als een volledig soevereine staat, verenigd met Denemarken op grond van een gemeenschappelijke koning. Het Koninkrijk van IJsland vestigde zijn eigen vlag en vroeg Denemarken haar buitenlandse zaken en defensiebelangen te behartigen. De wet zou worden herzien in 1940 en zou drie jaar later kunnen worden ingetrokken, indien een akkoord om het voort te zetten niet zou worden bereikt.

### De Tweede Wereldoorlog en de oprichting van de Republiek
Door de Duitse bezetting van Denemarken op 9 april 1940 werd de communicatie tussen IJsland en Denemarken verbroken. Als gevolg daarvan werd op 10 april door het Alding, het parlement van IJsland, besloten om de controle van buitenlandse zaken over te nemen en werd Sveinn Björnsson, de latere eerste president van de republiek, tot voorlopige gouverneur verkozen.
Tijdens het eerste jaar van de Tweede Wereldoorlog handhaafde IJsland een strikte politiek van neutraliteit. Er werden maatregelen genomen tegen zowel het Verenigd Koninkrijk als Duitsland wegens het schenden van deze neutraliteit. Op 10 mei 1940 lanceerde het Verenigd Koninkrijk de Operatie Fork en Britse troepen begonnen een invasie van IJsland door de haven van Reykjavik binnen te varen. De regering van IJsland protesteerde tegen wat zij een "flagrante schending" van de IJslandse neutraliteit noemde. Op de dag van de invasie las minister-president Hermann Jonasson voor de  radio een verkondiging waarin de IJslanders werd verzocht de Britse troepen beleefd te behandelen, als waren zij gasten. De geallieerde bezetting van IJsland zou de hele oorlog duren.
Op het hoogtepunt van de bezetting van IJsland had het Verenigd Koninkrijk ongeveer 25.000 militairen in IJsland, met name in de omgeving van Reykjavik en andere strategisch belangrijke plaatsen. In juli 1941 werd de verantwoordelijkheid voor de verdediging van IJsland overgedragen aan de Verenigde Staten in het kader van een Amerikaans-IJslandse defensie-overeenkomst. Het Verenigd Koninkrijk had de troepen die het voor de bezetting gebruikte dichter bij huis nodig en het Alding werd gedwongen in te stemmen met een Amerikaanse bezettingsmacht. Zoveel als 40.000 soldaten waren gestationeerd op het eiland, wat het aantal volwassen IJslandse mannen overtrof, gezien IJsland toen een bevolkingsaantal van ongeveer 120.000 had.)
Op basis van de uitslag van een referendum op 24 mei 1944 werd IJsland op 17 juni 1944 formeel een onafhankelijke republiek. Omdat Denemarken nog steeds bezet was door nazi-Duitsland, voelden veel Denen zich beledigd door het nemen van deze stap op dat moment. Maar de Deense koning Christian X stuurde desondanks een boodschap aan de IJslandse bevolking waarin hij hen van harte feliciteerde.